# François Marbos
François Marbos, né le 24 février 1739 à Bourg-de-Péage (généralité de Grenoble, actuel département de la Drôme), mort le 27 février 1825 à Valence, est un ecclésiastique et un homme politique de la Révolution française. 
Il est évêque de Valence en 1791 et il est élu député de la Drôme à la Convention nationale, entre 1792 et 1795, et au Conseil des Cinq-Cents, entre 1795 et 1797.

## Biographie
Son père, François Marbos, est marchand à Valence, époux de Madeleine Rochas. Il est curé de la paroisse de Bourg-lès-Valence sous l'Ancien Régime. 
Sous la Révolution française, François Marbos prête serment à la constitution civile du clergé et devient, en 1791, évêque constitutionnel du diocèse de Valence, en remplacement de Gabriel-Melchior de Messey qui a refusé de prêter serment.  

### Mandat à la Convention
La monarchie constitutionnelle, mise en application par la constitution du 3 septembre 1791, prend fin à l'issue de la journée du 10 août 1792 : les bataillons de fédérés bretons et marseillais et les insurgés des faubourgs de Paris prennent le palais des Tuileries. Louis XVI est suspendu et incarcéré, avec sa famille, à la tour du Temple. 
En septembre 1792, François Marbos est élu député du département de la Drôme, le cinquième sur neuf, à la Convention nationale. 
Il siège sur les bancs de la Gironde. Lors du procès de Louis XVI, il vote « la détention », et se prononce en faveur de l'appel au peuple et du sursis à l'exécution de la peine. Le 13 avril 1793, il vote en faveur de la mise en accusation de Jean-Paul Marat. Le 28 mai, il vote en faveur du rétablissement de la Commission des Douze. 
Le 3 octobre 1793, après le rapport de Jean-Pierre-André Amar (député de l'Isère), membre du Comité de sûreté générale, François Marbos est décrété d'arrestation pour avoir signé la protestation contre les journées du 31 mai et du 2 juin. Lui et les autres signataires sont libérés et réintégrés à la Convention le 18 frimaire an III (8 décembre 1794). 

### Mandat aux Cinq-Cents
Sous le Directoire, François Marbos est réélu député et siège au Conseil des Cinq-Cents. Il est tiré au sort pour quitter le Conseil le 1er prairial an V (le 20 mai 1797). 
Il se retire à Valence où il devient conseiller de préfecture, se réconcilie avec l'Église catholique et meurt en 1825.

## Sources
- « François Marbos », dans Adolphe Robert et Gaston Cougny, Dictionnaire des parlementaires français, Edgar Bourloton, 1889-1891 [détail de l’édition]